# Amazonides ruficeps
Amazonides ruficeps là một loài bướm đêm trong họ Noctuidae.